# Małgorzata Galm
Małgorzata Galm (ur. 28 września 1939 w Spytkowicach koło Wadowic, zm. 29 marca 2004), bibliotekarka polska, organizatorka Biblioteki Instytutu Teologicznego w Bielsku-Białej.
Do szkoły podstawowej uczęszczała w rodzinnych Spytkowicach, następnie do liceum ogólnokształcącego w Lublińcu. W latach 1961–1968 studiowała bibliotekoznawstwo i historię książki na Wydziale Filologicznym Uniwersytetu Wrocławskiego, dyplom magisterski uzyskując na podstawie pionierskiej pracy Drukarstwo na terenie Bielska-Białej do II wojny światowej. 
Po 1966 pracowała początkowo w Bibliotece Miejskiej w Lublińcu, skąd przeszła do pracy na kilkadziesiąt lat do Wojewódzkiej Biblioteki Publicznej w Bielsku-Białej. Zdobyte w ciągu wielu lat pracy zawodowej doświadczenie wykorzystywała od 1996 przy tworzeniu Biblioteki Instytutu Teologicznego imienia Jana Kantego w Bielsku-Białej. Była koordynatorką szeregu prac związanych z powstaniem biblioteki i jej funkcjonowaniem, zasłużyła się dla rozwoju placówki. W opinii przyjaciół i współpracowników wyróżniała się szczególną serdecznością do czytelników, pomagając im w standardowych poszukiwaniach bibliotecznych, jak i wykraczając poza nie (np. dostarczając książki osobiście do domu osobom starszym i chorym). 
W ostatnich latach życia zmagała się z chorobą nowotworową. Zmarła 29 marca 2004, pochowana została w grobowcu rodzinnym na cmentarzu w Wadowicach. 
18 kwietnia 2005 imię Małgorzaty Galm nadano Lektorium Biblioteki Instytutu Teologicznego w Bielsku-Białej. Z biblioteką Instytutu związana była również jej siostra, Ewa Łagodzińska.